# William Goldman (Fotograf)

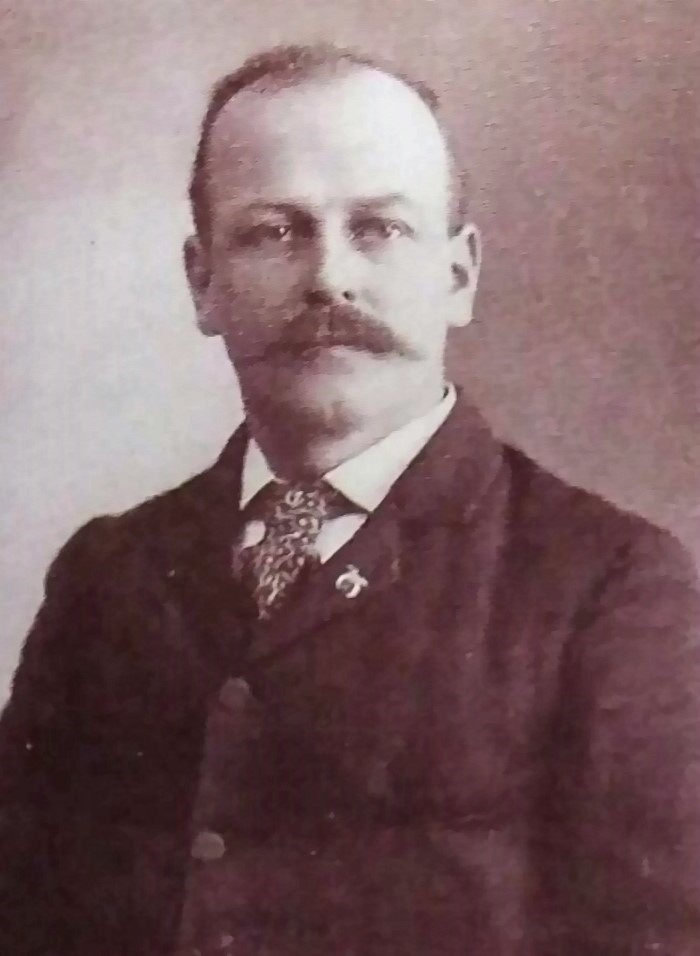
William I. Goldman, 1896 oder früher

William I. „Billy“ Goldman (geboren am 27. März 1856 in Wernersville, Berks County, Pennsylvania; gestorben am 25. Januar 1922 in Reading, Berks County, Pennsylvania) war ein US-amerikanischer Fotograf. Er war als erfolgreicher Geschäftsmann und Mitglied mehrerer Freimaurerlogen und Bruderschaften wie den Shriners und dem Independent Order of Odd Fellows hoch angesehen und eine Stütze der Gesellschaft. Beruflich fotografierte er die Honoratioren von Reading und des Berks County, doch zeitüberdauernde Bedeutung erlangte er mit seiner privaten Sammlung von Fotografien der Frauen im Bordell von Sallie Shearer, das sich in der Nähe seines Ateliers befand.
Die Fotosammlung war offenbar nur Goldman, seinen Modellen und Sallie Shearer bekannt, und sie blieb zu Goldmans Lebzeiten unveröffentlicht. Die Bilder wurden zu einem oder mehreren Alben zusammengestellt und gelangten zunächst zu einem Ansichtskartenhändler. Von dessen Witwe wurden sie um 2010 an den Fotohistoriker Robert Flynn Johnson verkauft, der sie 2018 veröffentlichte. Die Bilder geben einen Einblick in die Kleidung und Inneneinrichtung des späten 19. Jahrhunderts und in die soziale Lage von Frauen der Arbeiterklasse, von denen einige die Prostitution gegenüber schlecht bezahlter Fabrikarbeit oder Ladentätigkeit bevorzugten.

## Leben

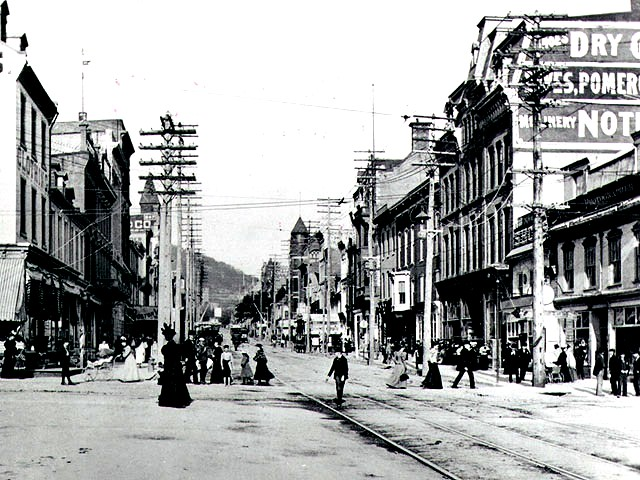
Penn Street, Reading, um 1890

William I. Goldman wurde am 27. März 1856 in Wernersville, Berks County geboren. Er ging in Reading, Berks County zur Schule und hatte mindestens drei Brüder, die ihn überlebten. Goldman blieb zeitlebens unverheiratet. 1876 begann er für den ortsansässigen Fotografen E. E. Hafer zu arbeiten. Nach 15 Jahren als Angestellter eröffnete Goldman 1891 in der 602 Penn Street sein eigenes Atelier. Seine Berufserfahrung und das als Mitarbeiter von Hafer gewonnene Ansehen brachten ihm schnell geschäftlichen Erfolg. Zeitgenössische Berichte nennen Goldman einen überaus beliebten Herrn, der in mehreren Freimaurerlogen und Bruderschaften wie den Shriners, dem Benevolent and Protective Order of Elks, und dem Independent Order of Odd Fellows Mitglied war.

## Fotos aus Sallie Shearers Bordell

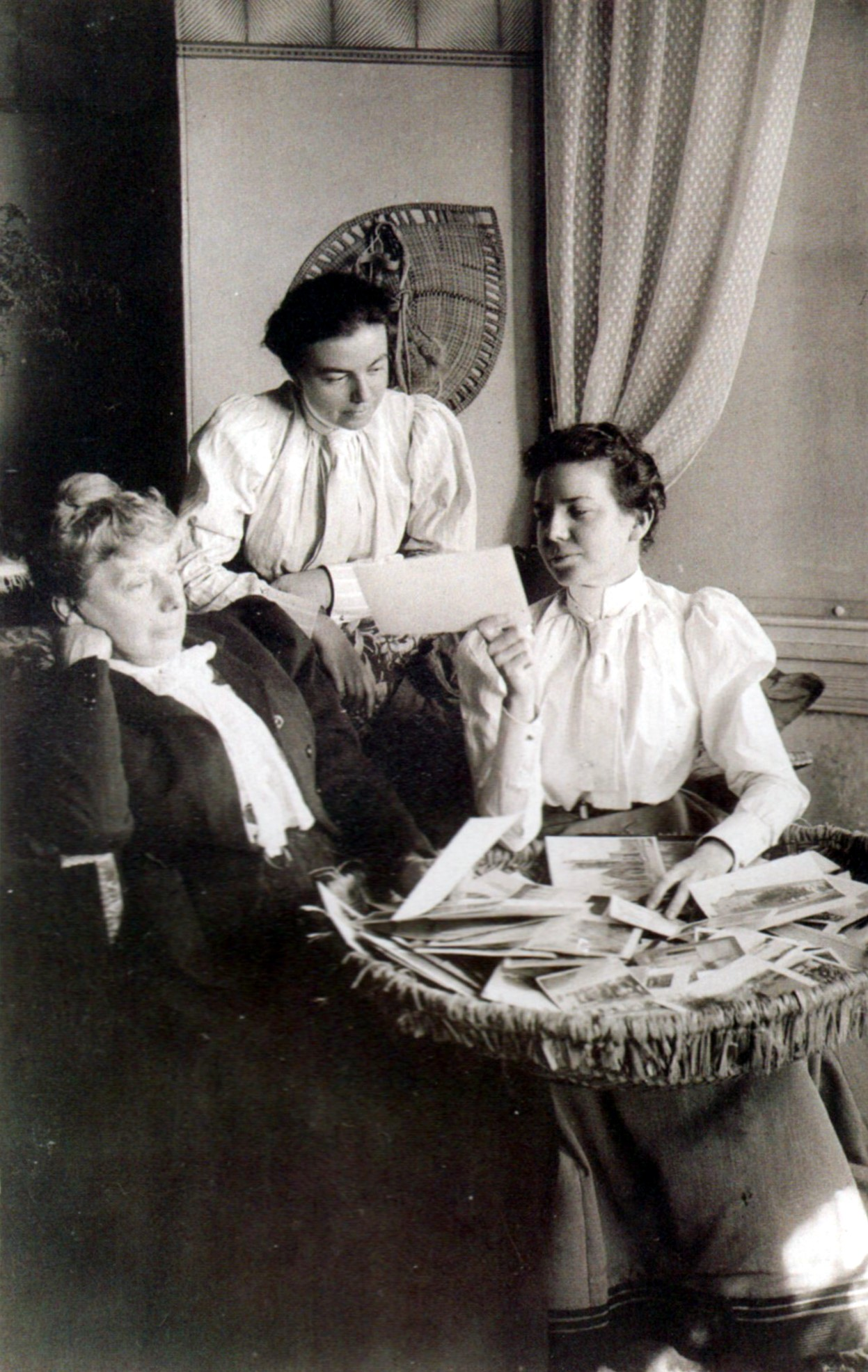
Links vermutlich Sallie Shearer, mit zwei nicht identifizierten Frauen, fotografiert von William Goldman, um 1892

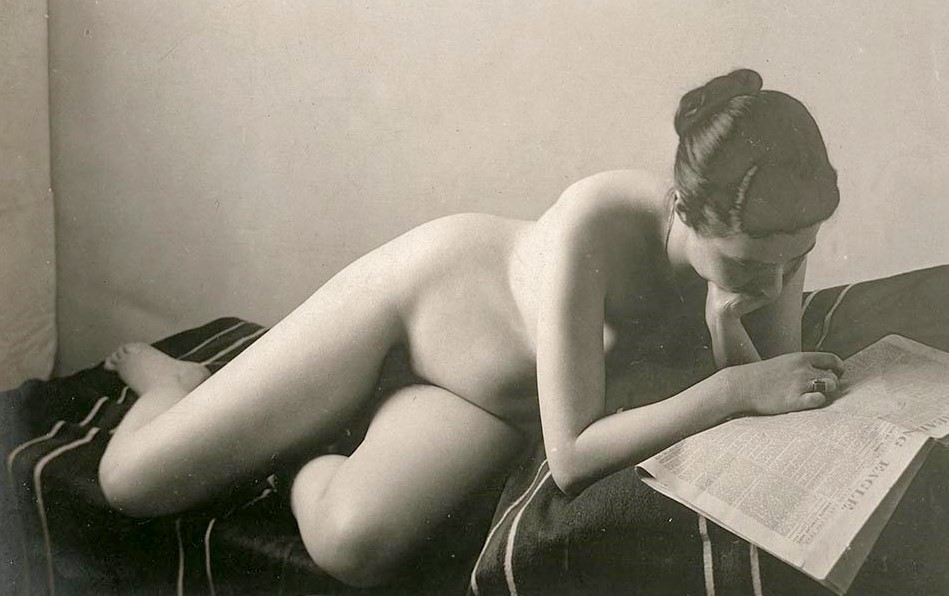
Akt einer Prostituierten, den Reading Eagle lesend

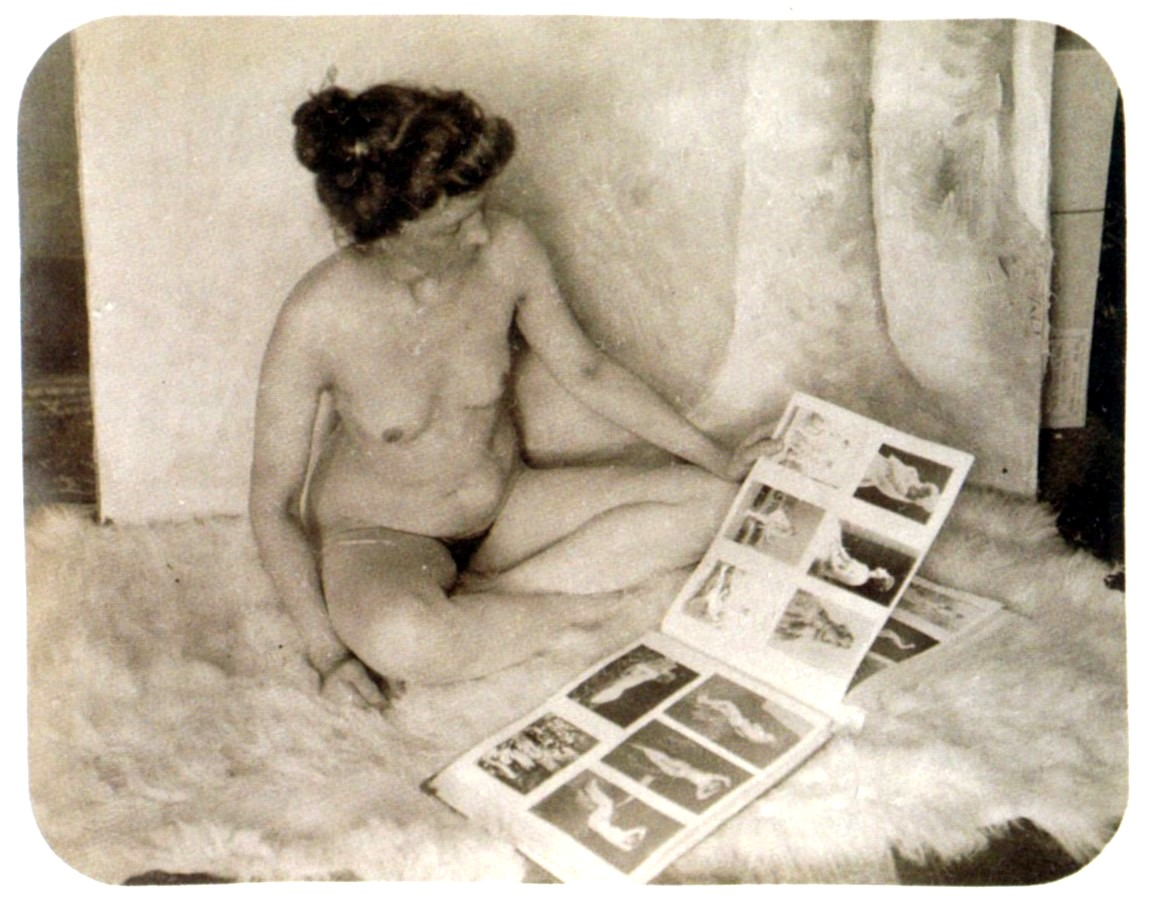
Akt einer Prostituierten, mit einem von Goldmans Fotoalben

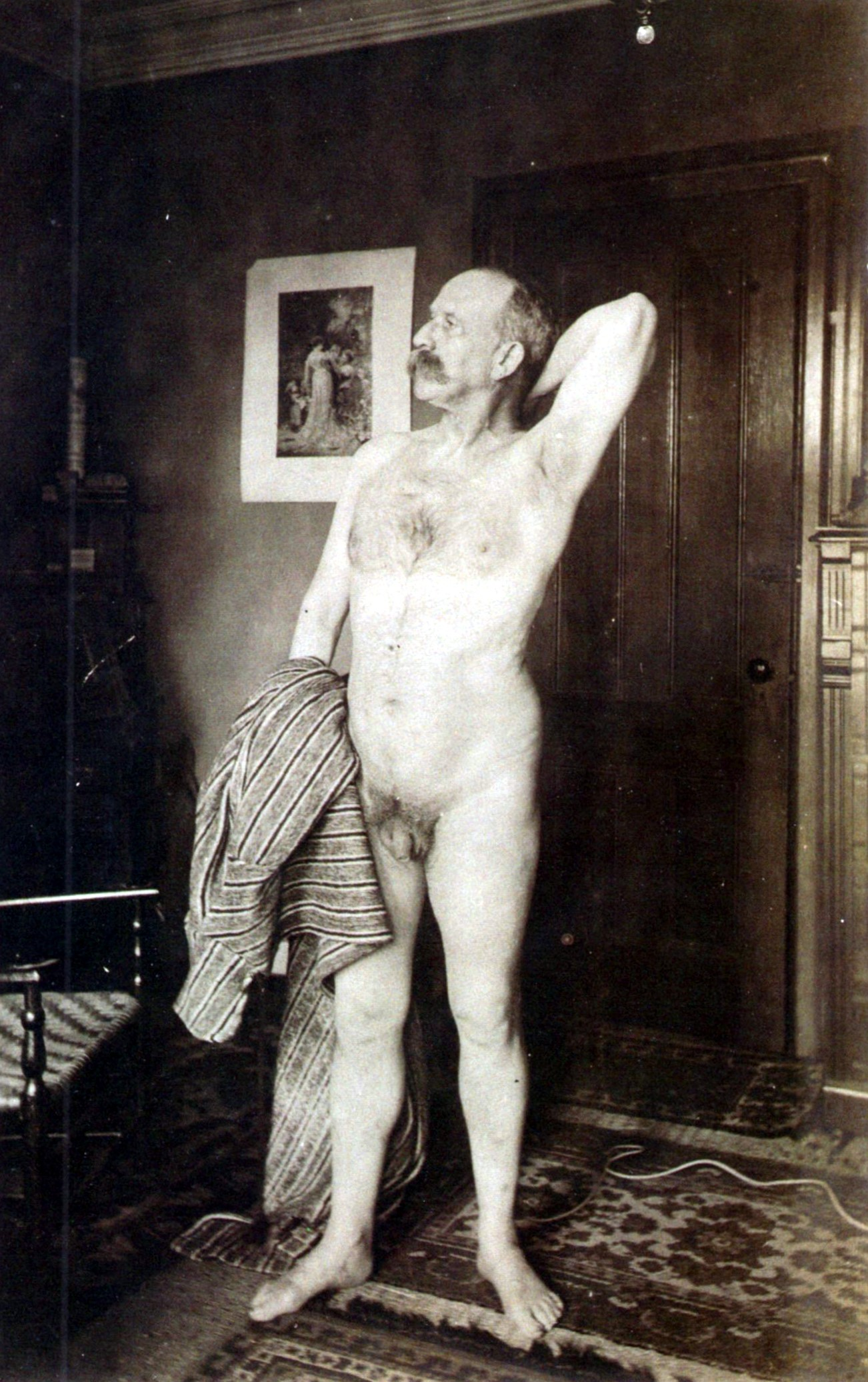
William Goldman, möglicherweise ein Selbstporträt

Während Goldman beruflich Fotografien der angesehenen Bürger von Reading und dem Berks County anfertigte, legte er privat ein Album mit mehr als 200 Bildern meist nackter oder leicht bekleideter Frauen aus Sallie Shearers Bordell an der Ecke North 8th und Walnut Street an. Sallie Shearers Bordell war nur etwa zehn Fußminuten von Goldmans Atelier entfernt, und auf der Walnut Street befanden sich noch mindestens zwei weitere Bordelle.
Reading war im späten 19. Jahrhundert eine rasch expandierendes Wirtschaftszentrum, dem von der neu gebauten Eisenbahnlinie Arbeiter und Geschäftsleute zugeführt wurden. Die Stadt wies ein abgestuftes System käuflicher sexueller Dienstleistungen auf. Am unteren Ende befanden sich die Straßenmädchen, die sich in der Gegend um den Bahnhof und in den Saloons anboten. Das Luxussegment waren die Parlor Houses, Edelbordelle mit einem Salon für die wartenden Freiern und einem Unterhaltungsprogramm, zu denen auch Sallie Shearers Bordell gehörte. In der lokalen Presse wurden die Bordelle euphemistisch als Resorts oder Ranches bezeichnet, die Prostituierten als Bewohnerinnen. 1898 beschrieb ein Polizeibeamter Sallie Shearers Bordell als „großartig eingerichtet. Die feinsten Samtteppiche bedecken den Boden, schöne Spiegel schmücken die Wände und die Zimmer sind hübsch eingerichtet“ (englisch "magnificently furnished. The finest velvet carpets cover the floors, beautiful mirrors adorn the walls and the rooms are beautifully decorated").
Goldmans Fotografien, die mit dem Aufnahmen Ernest J. Bellocqs in New Orleans vergleichbar sind, wurden von Robert Flynn Johnson um 2010 im Bestand einer Händlerin auf einer Ansichtskartenbörse in Concord, Kalifornien entdeckt. Johnson kaufte zunächst nur zwei Abzüge, besuchte die Händlerin aber später an ihrem Heimatort in den Sierra Foothills und erwarb nach und nach den Rest der Sammlung. Die Händlerin gab an, dass die Sammlung sich ursprünglich in Fotoalben befunden hat, die ihr verstorbener Ehemann auf einer Waffenmesse in Cincinnati, Ohio gekauft hatte. Johnson konnte den Ort und das ungefähre Datum der Aufnahmen von einem der Abzüge erschließen, der eine Frau beim Lesen des Reading Eagle vom 14. August 1892 zeigt. Andere Aufnahmen zeigen Frauen beim Anschauen einzelner Fotografien oder ganzer Fotoalben. Nachforschungen in Reading und Gespräche mit Lokalhistorikern ermöglichten Johnson die Identifizierung Goldmans als den Fotografen.
Die meisten Aufnahmen zeigen nackte oder spärlich bekleidete Mitarbeiterinnen aus Sallie Shearers Bordell. Es gibt aber auch einige Bilder mit Frauen in alltäglichen Posen, eine Serie von Bildern eines Freiers in athletischen Posen und mit einem Revolver hantierend, drei Bilder einer Afroamerikanerin, eine Schwangere, und eine Aktaufnahme Goldmans, bei der es sich möglicherweise um ein Selbstporträt handelt. Es gibt eine Reihe von Bildern, die zwei Frauen zeigen, aber nur eine mit einem Mann und einer Frau, und kein Foto zeigt sexuelle Aktivitäten. Nur zwei Bilder sind Außenaufnahmen, und nur eine der Frauen ist eine Afroamerikanerin. Es gab aber in Reading Bordelle mit afroamerikanischen Frauen, wie Harry Weavers Mahogany Hall in der 729 North Twelfth Street.
Während die meisten Bilder anscheinend in Sallie Shearers Bordell aufgenommen wurden, zeigen andere typische Requisiten, Hintergründe, Kostüme und Posen eines professionellen Fotostudios. Dazu gehören eine Mondsichel und ein Säulenkapitell als Requisite, und die Gewänder einer betenden oder einer als griechische Göttin gekleideten Frau. Bei seinen Nachforschungen in Archiven in Pennsylvania fand Johnson keine Hinweise auf eine Veröffentlichung der Bilder. Er glaubt auch nicht, dass die Fotoalben als Kataloge zur Auswahl der Frauen durch die Freier dienten. Die große Fluktuation unter den Mitarbeiterinnen eines Bordell ließ das nicht zu. Obgleich manche Frauen sich von der Kamera abwandten oder ihr Gesicht verdeckten, wirken die meisten entspannt und einige posieren sichtlich stolz.
Die Bilder vermitteln einen Eindruck von der Kleidermode und der Raumausstattung am Ende des 19. Jahrhunderts. Dennita Sewell wies auf die Unterwäsche hin, mit Strümpfen, Petticoats und Miedern, deren stückweises Ablegen zum Striptease für die Freier oder für den Fotografen gehörte. Während solche Unterkleider für die Frauen der Mittelschicht zum Alltag gehörten, waren sie für Frauen der Arbeiterklasse normalerweise unerschwinglich.
Die Bilder legen auch nahe, dass Goldman sich der zeitgenössischen sozialen Themen bewusst war. Auf einem Bild posiert eine möglicherweise schwangere Frau mit der Hand auf einem Buch The Science of a New Life des Arztes John Cowan. Darin spricht sich Cowan dafür aus, Frauen die Empfängnisverhütung zu gestatten und ihnen die gleichen Rechte wie den Männern zu gewähren. Insgesamt lassen die Bilder keinen Zweifel an Goldmans Interesse am weiblichen Körper, und dass ihm die „anständigen“ Frauen der Stadt nicht als Modell zur Verfügung standen. Ebenso steht außer Frage, dass das Bekanntwerden seiner heimlichen Leidenschaft im viktorianisch geprägten Reading einen Skandal und seinen gesellschaftlichen und wirtschaftlichen Ruin bedeutet hätte.

Fotografien aus Sallie Shearers Bordell, um 1892
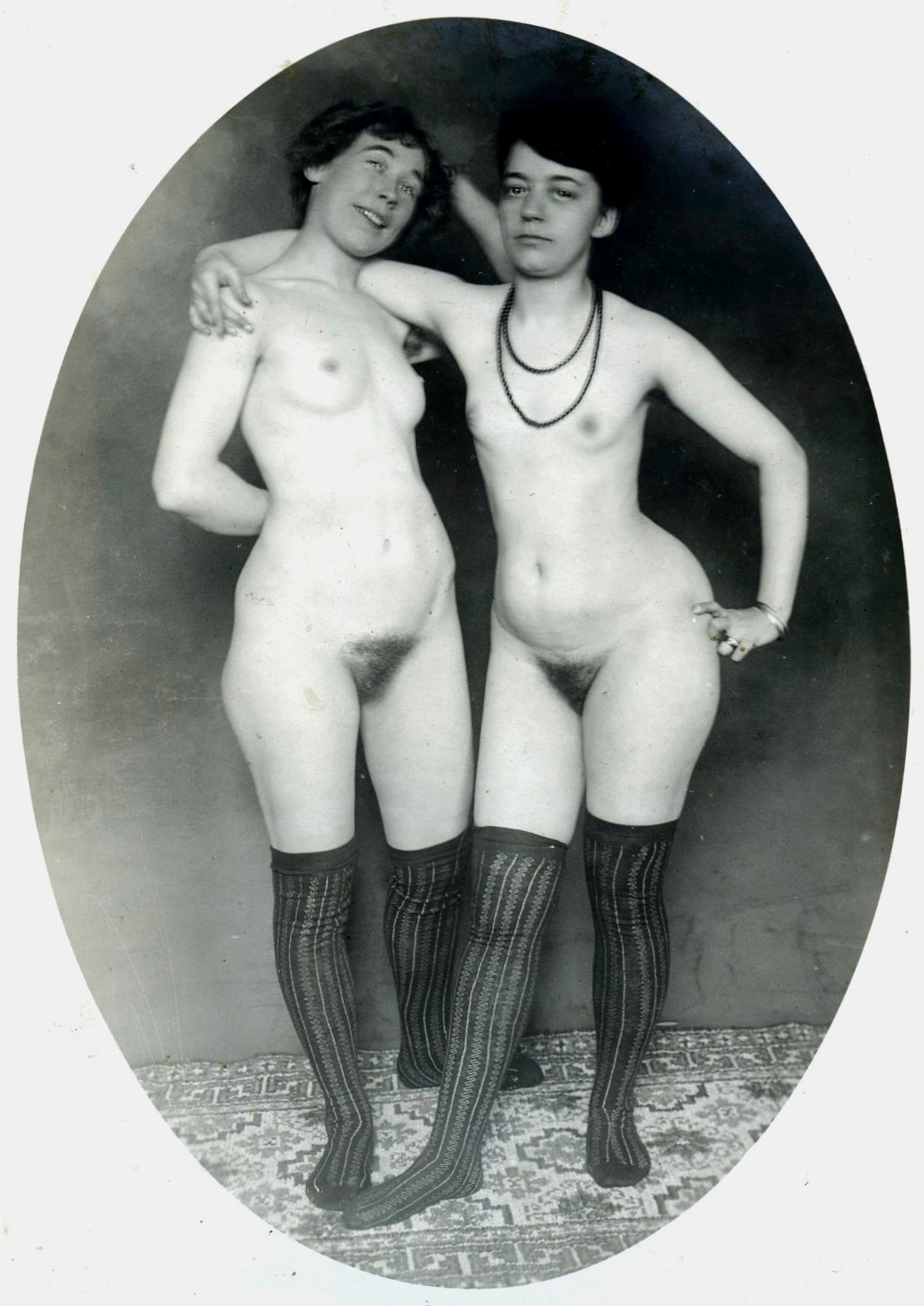
Zwei Frauen
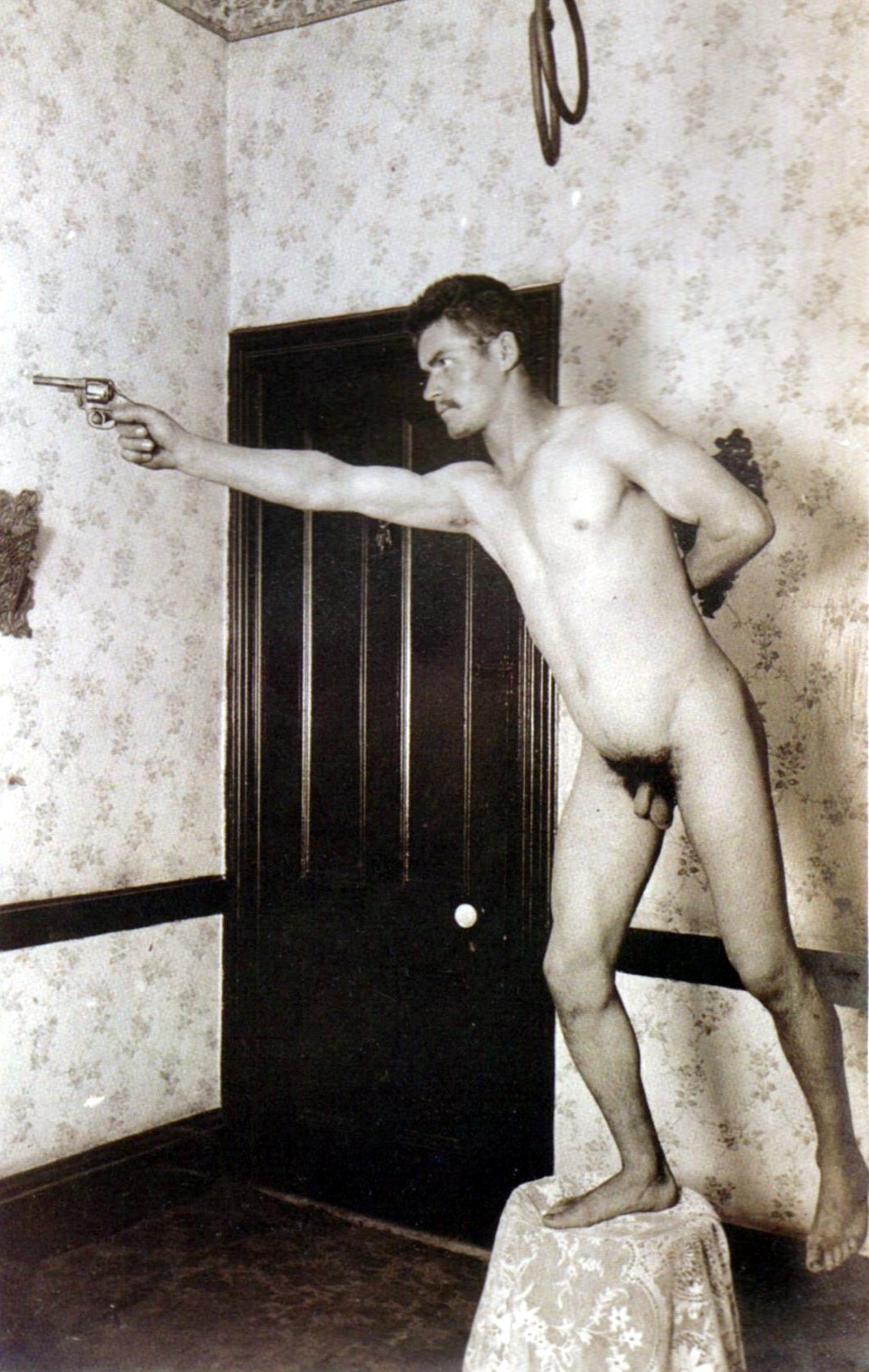
Akt eines Freiers mit Revolver
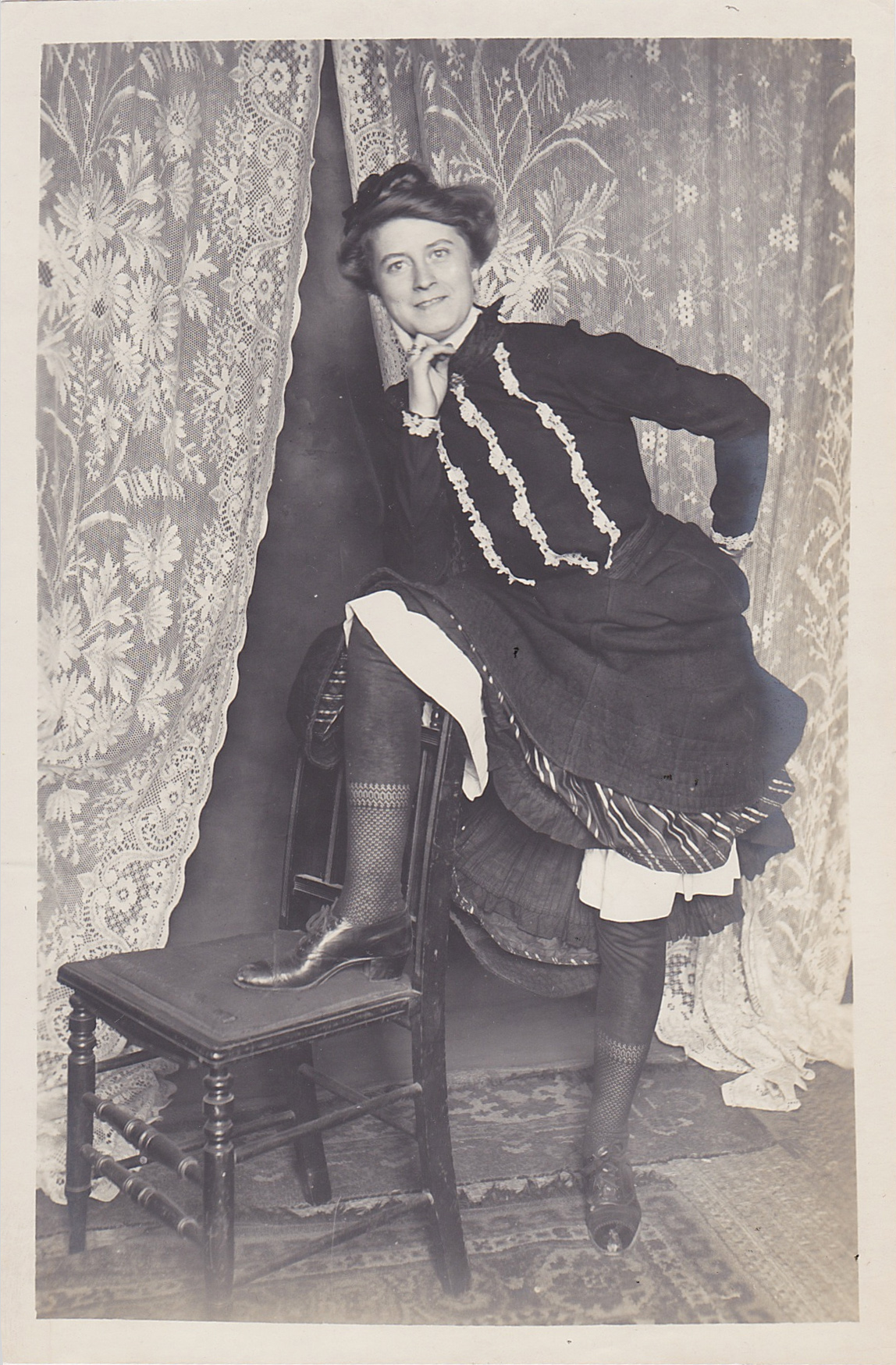
Zeitgenössische Mode
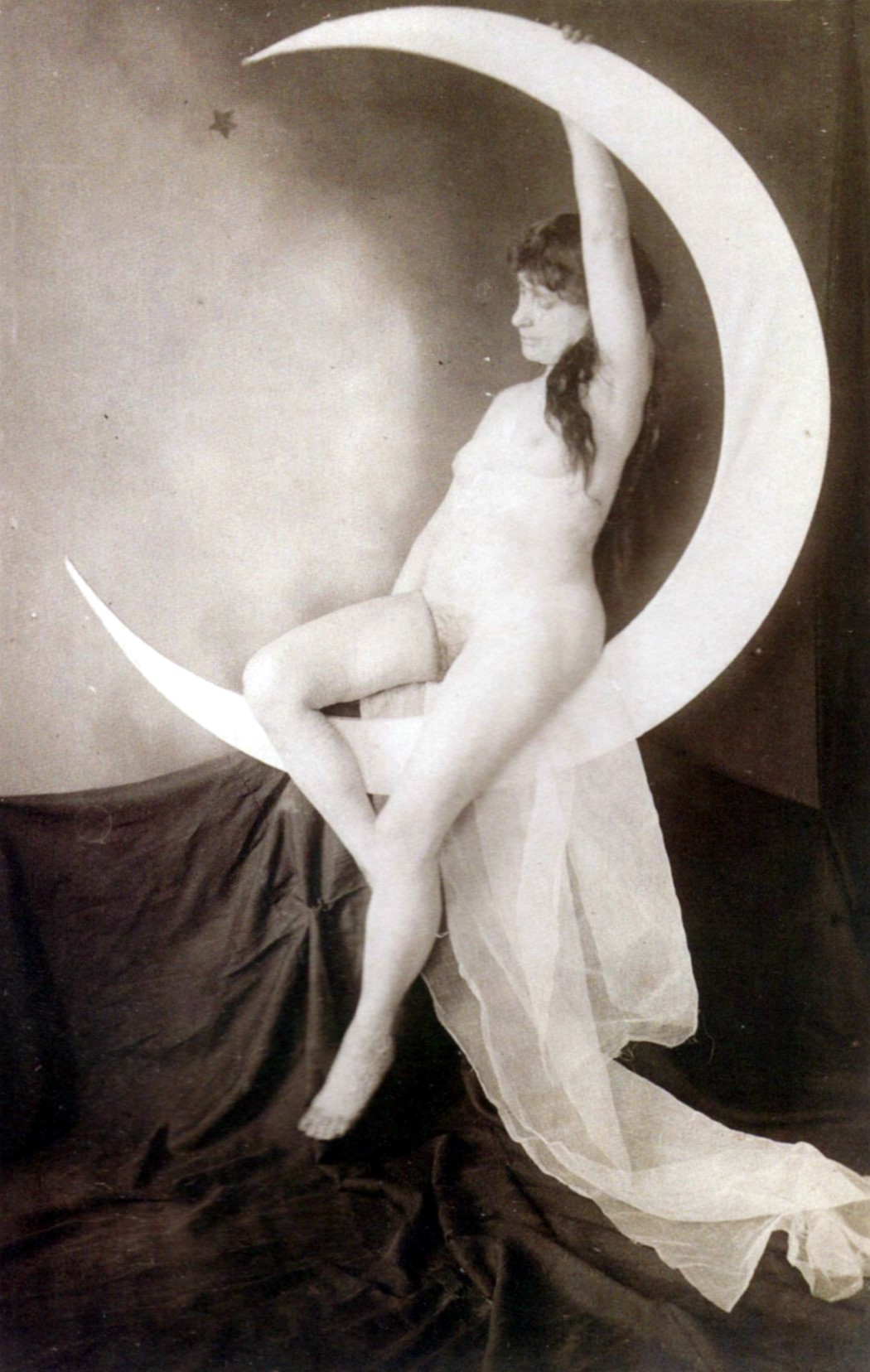
Frau mit Mondsichel
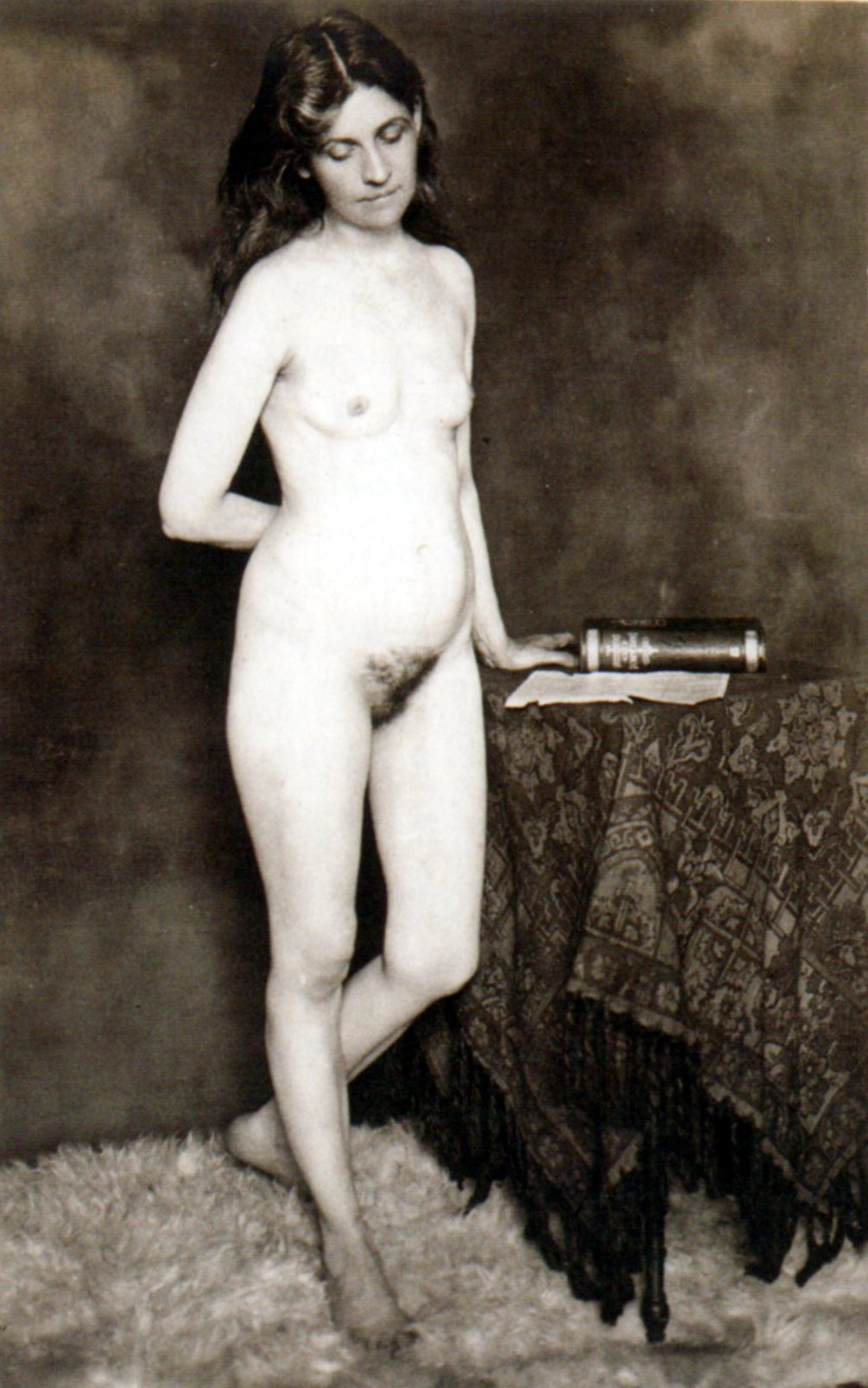
Frau mit John Cowans The Science of a New Life
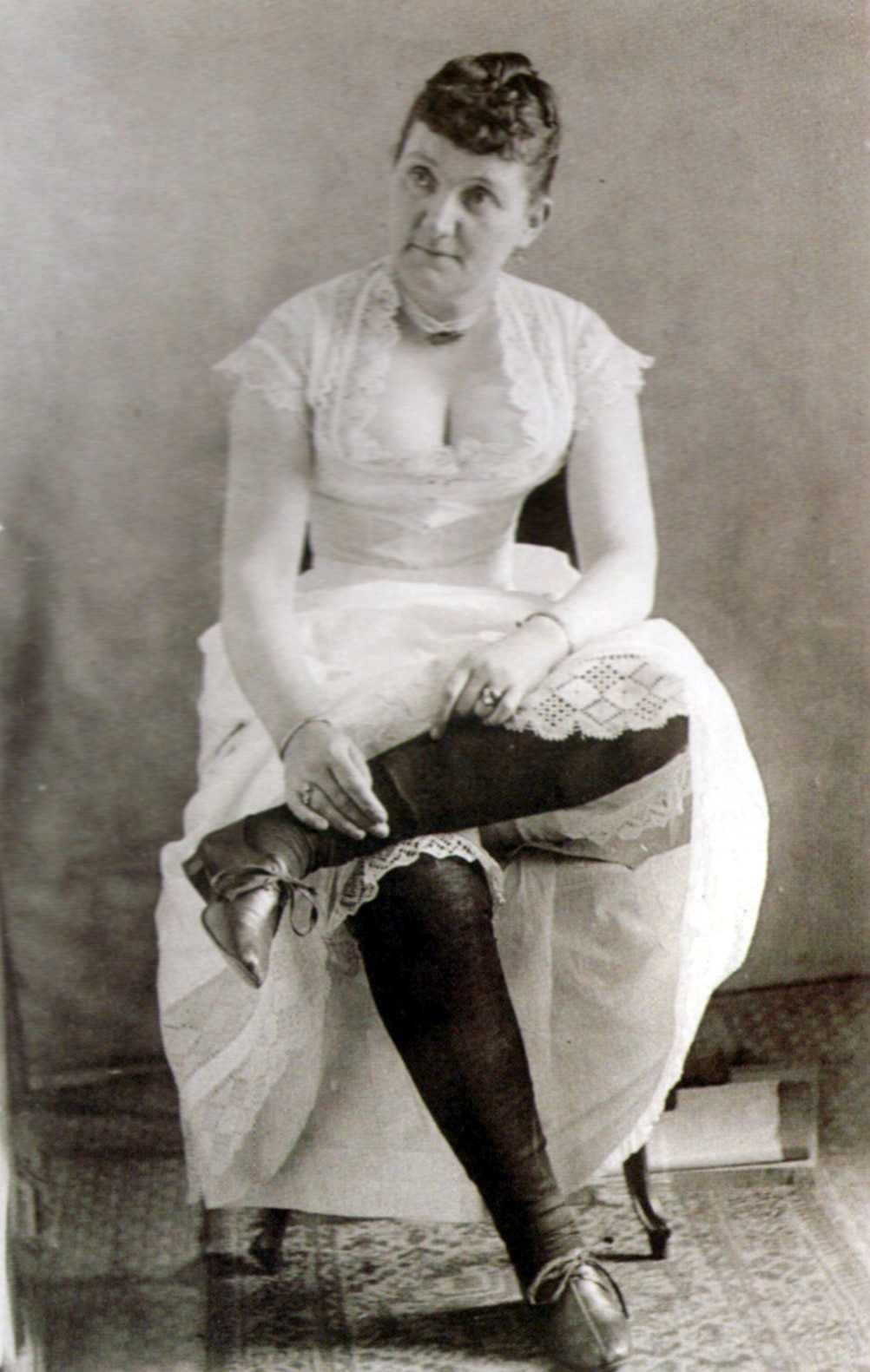
Aufwändige Unterwäsche

## Tod und Wiederentdeckung
William Goldman starb am 25. Januar 1922 in seiner Wohnung in der 230 North 6th Street in Reading an einer Herzkrankheit. Er wurde auf dem Charles Evans Cemetery in Reading beigesetzt.
2018 fanden in Galerien in New York City und San Francisco Ausstellungen mit Fotografien Goldmans statt. Robert Flynn Johnson gab die Bilder 2018 in Buchform heraus, mit einem Vorwort von Dita Von Teese, einem Vorwort von Ruth Rosen, Professorin für Gendergeschichte, und einem Essay der Modehistorikerin und Kuratorin Dennita Sewell.